# Samuel Lino
Samuel Dias Lino, noto semplicemente come Samuel Lino (Santo André, 23 dicembre 1999), è un calciatore brasiliano, attaccante del Flamengo.

## Carriera

### Club

#### Gli inizi
Cresciuto nel settore giovanile del São Bernardo, ha esordito in prima squadra il 21 maggio 2017 disputando l'incontro di Série D vinto 1-0 contro il Novo Hamburgo.

#### Gil Vicente
Il 30 giugno 2019 è stato acquistato a titolo definitivo dal Gil Vicente, con cui il 3 agosto 2019 ha fatto il suo debutto da professionista nella vittoria per 3-2 in coppa di lega contro il Desp. Aves. Lascia la squadra portoghese dopo aver disputato 100 partite e segnato 27 reti complessivamente.

#### Atletico Madrid e prestito al Valencia
L'8 luglio 2022 viene acquistato a titolo definitivo dall'Atlético Madrid, con cui sottoscrive un contratto di durata quinquennale con scadenza 30 giugno 2027. Il 28 luglio dello stesso anno viene ceduto in prestito al Valencia, ritornando poi all'Atletico Madrid nel luglio del 2023.

#### Flamengo
Il 30 luglio 2025 viene ufficializzato il suo ritorno in Brasile, al Flamengo, per 25 milioni di euro bonus compresi, con cui sottoscrive un accordo fino al 31 dicembre 2029.

## Statistiche

### Presenze e reti nei club
Statistiche aggiornate al 15 giugno 2025.
| Stagione               | Squadra                | Campionato             | Campionato | Campionato | Coppe nazionali | Coppe nazionali | Coppe nazionali | Coppe continentali | Coppe continentali | Coppe continentali | Altre coppe | Altre coppe | Altre coppe | Totale | Totale |
| Stagione               | Squadra                | Comp                   | Pres       | Reti       | Comp            | Pres            | Reti            | Comp               | Pres               | Reti               | Comp        | Pres        | Reti        | Pres   | Reti   |
| ---------------------- | ---------------------- | ---------------------- | ---------- | ---------- | --------------- | --------------- | --------------- | ------------------ | ------------------ | ------------------ | ----------- | ----------- | ----------- | ------ | ------ |
| 2017                   | São Bernardo           | A2/SP+D                | 0+1        | 0          | CB              | 0               | 0               | -                  | -                  | -                  | -           | -           | -           | 0+1    | 0      |
| 2018                   | São Bernardo           | A2/SP                  | 0          | 0          | CB              | 0               | 0               | -                  | -                  | -                  | CP          | 17          | 4           | 17     | 4      |
| 2019                   | São Bernardo           | A2/SP                  | 5          | 0          | CB              | 0               | 0               | -                  | -                  | -                  | -           | -           | -           | 5      | 0      |
| Totale São Bernardo    | Totale São Bernardo    | Totale São Bernardo    | 6          | 0          |                 | 0               | 0               |                    | -                  | -                  |             | 17          | 4           | 23     | 4      |
| 2019-2020              | Gil Vicente            | PL                     | 20         | 2          | CP+CdL          | 2+3             | 0+0             | -                  | -                  | -                  | -           | -           | -           | 25     | 2      |
| 2020-2021              | Gil Vicente            | PL                     | 33         | 9          | CP+CdL          | 4+0             | 2+0             | -                  | -                  | -                  | -           | -           | -           | 37     | 11     |
| 2021-2022              | Gil Vicente            | PL                     | 34         | 12         | CP+CdL          | 2+2             | 2+0             | -                  | -                  | -                  | -           | -           | -           | 38     | 14     |
| Totale Gil Vicente     | Totale Gil Vicente     | Totale Gil Vicente     | 87         | 23         |                 | 13              | 4               |                    | -                  | -                  |             | -           | -           | 100    | 27     |
| 2022-2023              | Valencia               | PD                     | 38         | 6          | CR              | 2               | 1               | -                  | -                  | -                  | SS          | 1           | 1           | 41     | 8      |
| 2023-2024              | Atlético Madrid        | PD                     | 34         | 4          | CR              | 4               | 1               | UCL                | 7                  | 3                  | SS          | 1           | 0           | 46     | 8      |
| 2024-2025              | Atlético Madrid        | PD                     | 31         | 3          | CR              | 4               | 1               | UCL                | 10                 | 0                  | Cmc         | 1           | 0           | 46     | 4      |
| Totale Atletico Madrid | Totale Atletico Madrid | Totale Atletico Madrid | 65         | 7          |                 | 8               | 2               |                    | 17                 | 3                  |             | 2           | 0           | 92     | 12     |
| lug.-dic. 2025         | Flamengo               | A/RJ+A                 | -          | -          | CB              | -               | 1               | CL                 | -                  | -                  | SB+Cmc      | -           | -           | -      | -      |
| Totale carriera        | Totale carriera        | Totale carriera        | 197        | 37         |                 | 23              | 7               |                    | 17                 | 3                  |             | 20          | 5           | 256    | 52     |